# Short Sandringham
Short S.25 Sandringham je bil civilna verzija letečega čolna Short Sunderland. Prvi let je bil 16. oktobra 1937. Imel je kapaciteto 22 potnikov, oziroma 16 v nočni konfiguraciji. Dolet je bil okrog 4000 kilometrov. 
Sandringham Mark 1 je imel štiri zvezdaste motorje Bristol Pegasus, poznejše verzije pa štiri zvezdaste Pratt & Whitney R-1830 Twin Wasp.

## Specifikacije(Sandringham 5)
Podatki iz British Civil Aircraft 1919-1972;Jackson 1988, p. 156.
Splošne karakteristike
- Posadka: 5
- Število sedežev: 22 potnikov
- Dolžina: 86 ft 3 in (26,30  m)
- Razpon kril: 112 ft 9½ in (34,39 m)
- Višina: 22 ft 10½ in (6,97 m)
- Površina kril: 1687 ft² (156,8 m²)
- Teža praznega letala: 39498 lb (17954 kg)
- Naložena teža: 60000 lb (27273 kg)
- Pogon letala: 4 ×  Zračnohlajeni bencinski zvezdasti motor Pratt & Whitney Twin Wasp R-1830-92D, 1200 KM (895 kW)  vsak

 Zmogljivost 
- Maks. hitrost: 179 vozlov (206 mph, 332 km/h)
- Potovalna hitrost: 153 vozlov (176 mph, 283 km/h)
- Doseg: 2122 nmi (2440 milj, 3928 km)
- Višina leta: 17900 ft (5460 m)
- Hitrost vzpenjanja: 840 ft/min (4,3 m/s)
- Obremenitev kril: 35,6 lb/ft² (174 kg/m²)
- Razmerje moč/teža: 0,08 KM/lb (0,13 kW/kg)